# Жуба Діогу Сімау
Дешпортіву ді Жуба ді Діогу Сімау або просто Жуба Діогу Сімау (порт. Desportivo de Juba de Diogo Simão) — професіональний футбольний клуб з міста Діогу Сімау на острові Сан-Томе, в Сан-Томе і Принсіпі. Зараз команда виступає в Чемпіонаті острова Сан-Томе.

## Стадіон
Домашні матчі клуб проводить на стадіоні «Кампу ді Діогу Сімау», який вміщує 1 000 вболівальників.

## Статистика виступів у Чемпіонаті острова
| Сезон | Див. | Міс. | Іг. | В | Н | П | ЗМ | ПМ | РМ  | О  | Кубок | Кваліфікація/вибування     |
| ----- | ---- | ---- | --- | - | - | - | -- | -- | --- | -- | ----- | -------------------------- |
| 2012  | 2    |      | 18  | - | - | - | -  | -  | -   | -  |       | Вихід до першого дивізіону |
| 2013  | 2    | 8    | 18  | 4 | 5 | 9 | 27 | 37 | -10 | 17 |       |                            |
| 2014  | 2    | 5    | 18  | - | - | - | -  | -  | -   | -  |       |                            |
| 2015  | 2    |      | 18  | - | - | - | -  | -  | -   | -  |       |                            |